# جسیکا ماریس
جسیکا ماریس (به انگلیسی: Jessica Marais) (زاده ۲۹ ژانویهٔ ۱۹۸۵) بازیگر متولد آفریقای جنوبی و استرالیایی است.
از کارهای معروف او می‌توان به بازی در فیلم‌های سوزن و هواپیماها اشاره کرد.